# New Kid in Town
New Kid in Town is een nummer van de Eagles uit 1976. Het is de eerste single van hun vijfde studioalbum Hotel California.
New Kid In Town is een metafoor voor de harde wereld van de muziekindustrie: je bent maar even die nieuwe, frisse band met een unieke sound. Het nummer werd een nummer 1-hit in de Amerikaanse Billboard Hot 100. In de Nederlandse Top 40 schopte het nummer het tot nummer 8, en in de Vlaamse Radio 2 Top 30 tot nummer 19.

## Hitnoteringen

### NPO Radio 2 Top 2000
| Nummer met noteringen in de NPO Radio 2 Top 2000 | '99 | '00 | '01 | '02 | '03 | '04 | '05 | '06 | '07 | '08 | '09 | '10 | '11 | '12 | '13 | '14 | '15 | '16 | '17 | '18 | '19 | '20 | '21 | '22 | '23 | '24 |
| ------------------------------------------------ | --- | --- | --- | --- | --- | --- | --- | --- | --- | --- | --- | --- | --- | --- | --- | --- | --- | --- | --- | --- | --- | --- | --- | --- | --- | --- |
| New Kid in Town                                  | 791 | 595 | 456 | 472 | 456 | 577 | 515 | 480 | 434 | 474 | 508 | 523 | 549 | 544 | 521 | 508 | 632 | 555 | 584 | 803 | 686 | 720 | 750 | 732 | 792 | 875 |

1. ↑  Een vetgedrukt getal geeft de hoogste notering aan.

### Evergreen Top 1000
| Evergreen Top 1000 "New Kid In Town - Eagles" | Evergreen Top 1000 "New Kid In Town - Eagles" | Evergreen Top 1000 "New Kid In Town - Eagles" | Evergreen Top 1000 "New Kid In Town - Eagles" | Evergreen Top 1000 "New Kid In Town - Eagles" | Evergreen Top 1000 "New Kid In Town - Eagles" | Evergreen Top 1000 "New Kid In Town - Eagles" | Evergreen Top 1000 "New Kid In Town - Eagles" | Evergreen Top 1000 "New Kid In Town - Eagles" | Evergreen Top 1000 "New Kid In Town - Eagles" | Evergreen Top 1000 "New Kid In Town - Eagles" | Evergreen Top 1000 "New Kid In Town - Eagles" | Evergreen Top 1000 "New Kid In Town - Eagles" | Evergreen Top 1000 "New Kid In Town - Eagles" | Evergreen Top 1000 "New Kid In Town - Eagles" | Evergreen Top 1000 "New Kid In Town - Eagles" | Evergreen Top 1000 "New Kid In Town - Eagles" |
| Jaar                                          | 2008                                          | 2009                                          | 2010                                          | 2011                                          | 2012                                          | 2013                                          | 2014                                          | 2015                                          | 2016                                          | 2017                                          | 2018                                          | 2019                                          | 2020                                          | 2021                                          | 2022                                          | 2023                                          |
| --------------------------------------------- | --------------------------------------------- | --------------------------------------------- | --------------------------------------------- | --------------------------------------------- | --------------------------------------------- | --------------------------------------------- | --------------------------------------------- | --------------------------------------------- | --------------------------------------------- | --------------------------------------------- | --------------------------------------------- | --------------------------------------------- | --------------------------------------------- | --------------------------------------------- | --------------------------------------------- | --------------------------------------------- |
| Positie                                       | -                                             | -                                             | 329                                           | 329                                           | 391                                           | 264                                           | 156                                           | 277                                           | 294                                           | 422                                           | 537                                           | 527                                           | 350                                           | 298                                           | 329                                           | 383                                           |